# Pap Gábor (tanár)
Pap Gábor (Bethlenfalva, 1852. január 19. – ?) római katolikus főgimnáziumi tanár.

## Élete
Középiskoláit a marosvásárhelyi és székelyudvarhelyi római katolikus főgimnáziumban, egyetemi tanulmányait 1874-76-ban Kolozsvárt végezte és az utóbbi évben nevezték ki a csíksomlyói római katolikus főgimnázium tanárának; 1880-ban szerzett tanári oklevelet és rendes tanárnak lépett elő. Tanította a természettant, mennyiségtant, földrajzot és a bölcseleti előtant.
Cikke a csiksomlyói római katolikus főgimnázium Értesítőjében (1882-83. Csik-Somlyó földrajzi fekvése).